# Aderus clavicornis
Aderus clavicornis es una especie de coleóptero de la familia Aderidae. Fue descrita científicamente por George Charles Champion en 1917.

## Distribución geográfica
Habita en Seychelles.